# 해나 커니
해나 앤절라 커니(영어: Hannah Angela Kearney, 1986년 2월 26일~)는 미국의 전직 프리스타일 스키 선수, 경영인으로 주 종목은 모굴이다. 2010년 동계 올림픽에서 여자 모굴 금메달, 2014년 동계 올림픽에서 여자 모굴 동메달을 획득했으며 세계 선수권 대회에서 금메달 3개와 은메달 2개, 동메달 3개를 획득했다. 또한 월드컵에서 종합 우승 4회 달성했다.